# Phoneyusa belandana
Phoneyusa belandana là một loài nhện trong họ Theraphosidae.
Loài này thuộc chi Phoneyusa. Phoneyusa belandana được Ferdinand Karsch miêu tả năm 1884.